# Antonio Sarnelli

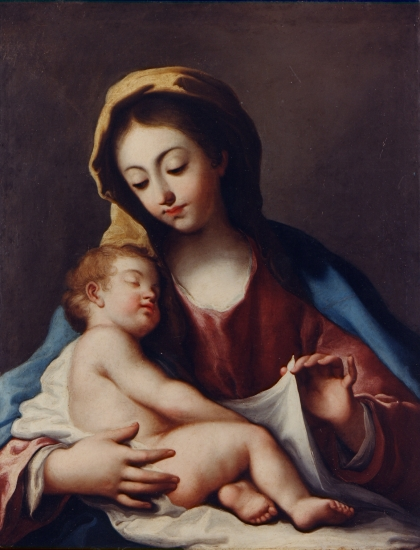
La Virgen con el Niño, óleo sobre lienzo, 79,5 x 63 cm, Bilbao, Museo de Bellas Artes de Bilbao.

Antonio Sarnelli (Nápoles, 17 de enero de 1712-1800) fue un pintor tardobarroco italiano, activo en el Reino de Nápoles.

## Biografía y obra
Nacido el 17 de enero de 1712, hijo de Onofrio Sarnelli, rey de armas, y de Angela Viola, tuvo otros tres hermanos pintores: Francesco, Genaro, muerto joven, y Giovanni. Discípulo y seguidor de Paolo de Matteis e influido por Luca Giordano, el más famoso de los hermanos Sarnelli gozó de una numerosa clientela eclesiástica. Su abundante producción, con un estilo fácilmente reconocible, arranca con una Virgen con el Niño firmada en 1731, en colección privada, y el mismo año se documenta una Madonnina pintada para la iglesia de Sant’Arcangelo a Baiano. Obra característica de su estilo dulcemente devocional es la Santa Genoveva de París firmada y fechada en 1748. Pintada por encargo del cardenal Niccolò Coscia, Sarnelli abordó el asunto al modo de una Divina Pastora, motivo que él mismo trató en un óleo pintado para la iglesia de Santa Caterina a Chiaia (Nápoles). Por encargo del mismo cardenal, de 1747 a 1755 trabajó con su hermano Giovanni en los frescos del Palazzo Partanna, en buena parte perdidos.
Muy numerosos son sus trabajos firmados o documentados para las iglesias de Chiaia. También abundantes son las obras pintadas para iglesias y conventos de fuera de Nápoles. Firmadas y fechadas se conservan, entre otras, dos pinturas dedicadas a san Vicente Ferrer fechadas en 1734: la Trinidad con san Vicente Ferrer en la iglesia del Purgatorio de Ferrandina y el retrato del santo, en colección privada de Florencia. En el coro bajo del monasterio de dominicas de Santa María la Real de Zamora se guardan fechados en 1748 dos óleos dedicados a la Trinidad con la santa parentela y la Virgen del Carmen. También firmadas y fechadas, entre muchas otras, pueden citarse una Apoteosis de San Paladio, obispo de Embrun (1768), a la venta en Alcalá Subastas de Madrid en mayo de 2000, una Coronación de la Virgen (1771), conservada en el museo del Sannio en Benevento y una Anunciación, entre lo más valorado de su producción, de colección privada (1773). Firmada tan solo con el apellido y quizá fruto de la colaboración entre los hermanos Antonio y Giovanni es una Mater purissima, ahora en la abadía de Montecasino, copia con ligeras variantes de un original perdido de Paolo de Matteis, muy reproducida.